# Китич, Светлана
Светлана «Цеца» Китич (босн. Svetlana Kitić; род. 7 июня 1960, Тузла, Югославия) — югославская и боснийская гандболистка. Лучшая гандболистка 1988 года. Олимпийская чемпионка 1984 года и серебряный призёр Олимпийских игр 1980 года. Неоднократный призёр чемпионатов мира и Средиземноморских игр.

## Биография
Светлана Китич родилась в Тузле в семье боснийских сербов. С раннего детства начала интересоваться спортом, в частности футболом, в который играл её отец в свободное время. Некоторое время Китич занималась баскетболом, однако тренер считал, что она слишком низкорослая для этого вида спорта, поэтому девушка откликнулась на предложение своего учителя Бранко Дешича попробовать свои силы в гандбольной секции. Вскоре Светлана стала лучшим бомбардиром второй лиги чемпионата Югославии и лучшим игроком ЖГК «Единство», за который она выступала с 14-летнего возраста.
В 1975 году на талантливую гандболистку обратили внимание скауты одного из сильнейших югославских гандбольных клубов - белградского клуба «Раднички». Впрочем, руководство «Единства» не имело никаких намерений отпускать своего ведущего игрока, и перед Светланой встал выбор — остаться в Тузле, или перейти в «Раднички» и пропустить год из-за наказания за разрыв контракта. Китич сделала выбор в пользу более сильного клуба и, как показало время, не ошиблась. Переехав в столицу, девушка начала обучение в белградской торговой школе и поддерживала игровую форму на тренировках. Прогресс юной гандболистки был настолько стремительным, что уже в следующем году её пригласили в национальную сборную Югославии. Дебютный поединок за сборную Китич провела в сентябре 1976 года в Одессе против сборной Чехословакии (23:17), став настоящим героем матча и забив 6 голов за последние 10 минут игры.
В 1977 году к Китич пришёл первый серьёзный международный успех — в составе сборной Югославии Светлана стала победительницей молодёжного чемпионата мира и лучшим молодым игроком года. Два года спустя она добавила в список своих трофеев «серебро» Средиземноморских игр и ещё одну медаль молодёжного чемпионата мира — на этот раз бронзовую.

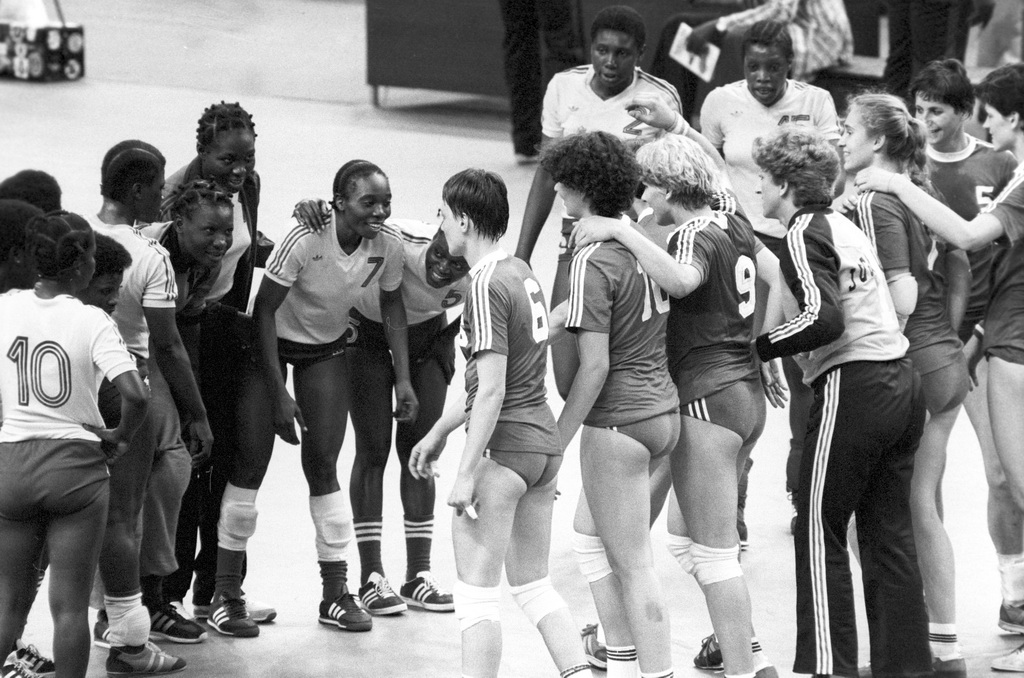
Фрагмент матча между сборными Конго и СФРЮ на ОИ-1980

Одним из самых успешных как для Китич, так и для всего югославского гандбола, стал 1980 год. В марте «Раднички» по сумме двух матчей уверенно победили братиславский «Интер» (23:10 и 22:19) и во второй раз в истории выиграли трофей женской Лиги Чемпионов ЕГФ, а уже в июле 20-летняя Светлана Китич приняла участие в первых для себя летних Олимпийских играх, которые проходили в Москве. В отличие от мужского турнира, соревнования среди женщин проходили по круговой системе, поэтому югославские гандболистки смогли проверить свои силы в поединках со всеми пятью сборными, принимавших участие в турнире. Победив в трех играх и уступив лишь явному фавориту соревнований — сборной СССР, югославки разделили 2-3 позицию с гандболистками ГДР, а с учётом ничьи в поединке между этими командами, получили «серебро» только благодаря лучшей разнице забитых и пропущенных мячей. Юная Китич была одним из основных игроков сборной, и внесла значительный вклад в общекомандный успех, добавив в свой актив первую олимпийскую награду и 29 забитых мячей в пяти играх . В том же году Светлана стала героиней светских хроник, женившись на одном из самых перспективных футболистов Югославии — Блаже Слишковиче. Впрочем, уже через четыре месяца пара рассталась, а через некоторое время Китич стала женой гандболиста Драгана Дашича.
В течение 1981—1982 годов «Раднички», которые были уже трудно представить без Китич, дважды подряд останавливались в шаге от завоевания Кубка чемпионов ЕГФ, уступив в финале сначала киевскому «Спартаку» (13:17, 13:22), а затем и венгерскому «Вашашу» (19:29, 24:21).
Чемпионат мира 1982 года в Венгрии Светлана пропустила из-за беременности .
В 1984 году Светлана в составе сборной отправилась на Олимпийские игры в Лос-Анджелес. Из-за отказа подавляющего большинства стран Восточного блока, в том числе и СССР, участвовать в Олимпиаде на территории США, югославки считались фаворитками женского гандбольного турнира. Свое преимущество они уверенно подтвердили на площадке, одержав в соревнованиях по круговой системе пять побед из пяти возможных. Светлана Китич была настоящим «мотором» и лидером команды, выводила партнёрш на площадку с капитанской повязкой и записала на свой счет 22 взятия ворот соперниц .
С 2006 по 2008 год занимала должность спортивного директора женской сборной Боснии и Герцеговины по гандболу .
В феврале 2010 года на официальном сайте Международной гандбольной федерации было проведено голосование для болельщиков по определению лучшего игрока всех времен, в котором с огромным отрывом от своих соперниц победила именно Светлана Китич, набравшая 84 % голосов поклонников гандбола со всего мира. Светлане удалось обойти таких легендарных мастеров ручного мяча как Аня Андерсен из Дании (10,3 %), немку Вальтрауд Кречмар (3,7 %) и советскую спортсменку Зинаиду Турчину (1,8 %) . В январе следующего года Китич была удостоена престижной сербской награды «Оскар популярности» в номинации «Личность года» , обойдя в голосовании известного кинорежиссёра Эмира Кустурицу.

## Достижения

### Командные трофеи
В составе ЖГК «Раднички»
- Победительница Лиги чемпионов ЕГФ (2): 1980 , 1984
- Победительница Кубка обладателей Кубков ЕГФ (1): 1986
- Финалистка Лиги чемпионов ЕГФ (4): 1981 , 1982 , 1983 , 1985

В составе национальной сборной Югославии
- Олимпийская чемпионка (1): 1984
- Серебряный призёр Олимпийских игр (1): 1980
- Серебряный призёр Средиземноморских игр (1): 1979
- Серебряный призёр чемпионата мира (1): 1990

В составе молодёжной сборной Югославии
- Победительница молодёжного чемпионата мира (1): 1977
- Бронзовый призёр молодёжного чемпионата мира (1): 1979

### Индивидуальные достижения
- В 2010 году признана лучшей гандболисткой мира всех времен по результатам голосования болельщиков на официальном сайте IHF[7] .
- Лучшая гандболистка года по версии IHF (1): 1988
- Спортсменка года в Югославии (1): 1984
- Премия «Оскар популярности» в номинации «Личность года» (1): 2010
- Премия «Lifetime Achievement» за вклад в развитие сербского спорта (2016)[8]

## Личная жизнь
- Родители — Иванка Китич и Душан Китич, сотрудник службы безопасности на тузлинских рудниках.
- Первый муж — Блаж Слишкович (1959), югославский и боснийский футболист и футбольный тренер. Больше всего известен выступлениями в составе сплитского «Хайдука», марсельского «Олимпика» и сборной Югославии. Чемпион Европы среди молодёжных команд (1978). Поженились в сентябре 1980 года[9] и состояли в браке около четырёх месяцев, после чего расстались. По словам Китич, она просто сбежала через окно к родителям, а главной причиной неудачного брака называет молодость и моральную неготовность к совместному проживанию. Несмотря на это, Китич и Слишкович остались в хороших отношениях[10].
- Второй муж — Драган Дашич, югославский гандболист, с которым Светлана имела отношения до брака с Слишковичем. Брак продлился четыре года. В 1983 году Светлана Китич родила сына Николу, который после развода жил с отцом в Белграде, однако продолжал общаться с матерью и младшими сестрами[11].
- Третий муж — Горан Богунович, эстрадный менеджер и культуролог, в браке с которым Китич в 1991 году родила дочь Мару, которая впоследствии пошла по стопам матери и стала гандболисткой. Супруги были вместе в течение пяти лет.
- В 1995 году Светлана Китич начала встречаться с владельцем казино «Fer plej» Зораном Ковачевич, однако официально свои отношения пара так и не оформила из-за того, что Ковачевич имел другую семью. В 1998 году гандболистка родила от Ковачевича дочь Александру, а уже через неделю бизнесмен был убит на пороге собственного дома из-за отказа платить дань рэкетирам[12].
- Четвёртый муж — Милан Магич[13].

## Интересные факты
- В 2008 году Светлана Китич играла в клубе «Раднички» вместе со своей дочерью Марой Богунович, которая только начинала свой спортивный путь[14].
- После признания в 2010 году лучшей гандболисткой всех времен по версии IHF Светлана Китич отметила, что очень удивлена такому решению, так как сама признает, что советская гандболистка Зинаида Турчина преобладала над ней по игровыми качествами[15] .
- В 2011 году участвовала в кампании против дискриминационных проявлений в обществе, инициированной сербским правительством[16].